# في سلطان
فيّ حسين سلطان (مواليد 20 تشرين الأول (أكتوبر) 1994) هي سبّاحة كويتية نافست في سباق 50 متر سباحة حرّة للسيدات في الألعاب الأولمبية الصيفية 2012.
وهي أول أنثى تمثّل الكويت في منافسات السباحة في الألعاب الأولمبية. تخرّجت من المدرسة الأمريكية (الكويت)عام 2012
في خريف عام 2012، التحقت فيّ بكلية وليامز عام 2016. وفيها نافست مع فريق السيدات للسباحة والغوص
شاركت فيّ في الألعاب الأولمبية الصيفية 2016 في ريو دي جانيرو في منافسات سباحة 50 متر حرة سيدات. وأتت مشاركتها كلاعبة مستقلّة ضمن فريق الرياضيين الأولمبيين المستقلين، تحت العلم الأولمبي، بسبب حرمان اللجنة الأولمبية الكويتية من المشاركة.

## وصلات خارجية
- في سلطان على موقع الاتحاد الدولي للسباحة (الإنجليزية)
- في سلطان على موقع اللجنة الأولمبية الدولية (الإنجليزية)
- في سلطان على موقع أوليمبيديا (الإنجليزية)

- Swimmer profile from london2012.com نسخة محفوظة 18 ديسمبر 2012 على موقع واي باك مشين.